# Julius Preller

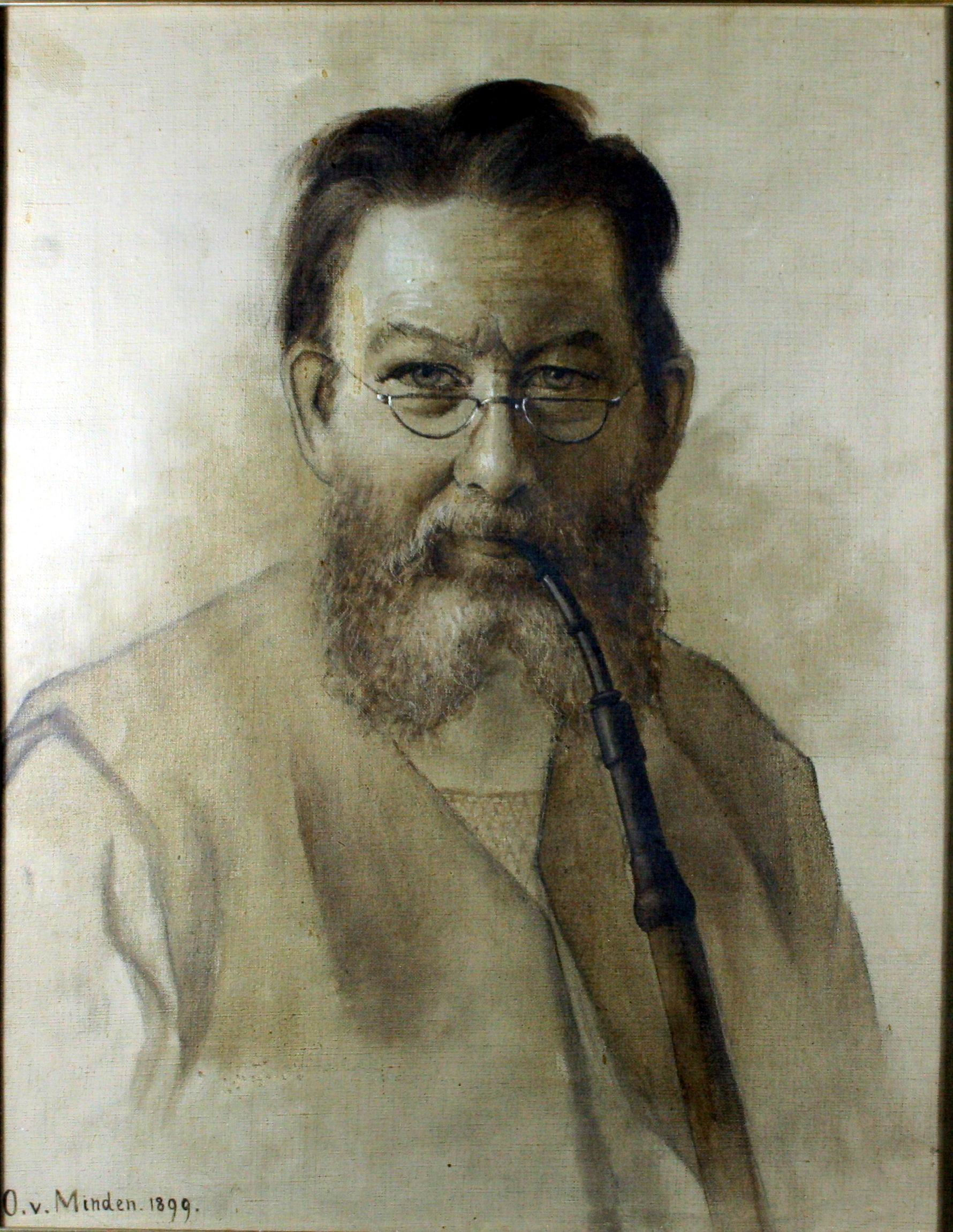
Julius Preller, 1899, Porträtzeichnung

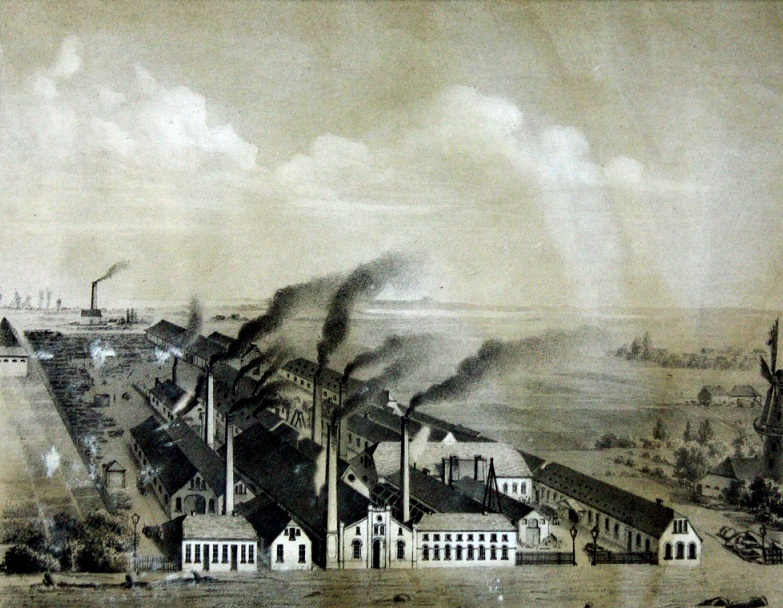
Julius Preller war von 1865 bis 1884 Direktor des Vareler Eisenwerks; Zeichnung eines unbekannten Künstlers, um 1880.

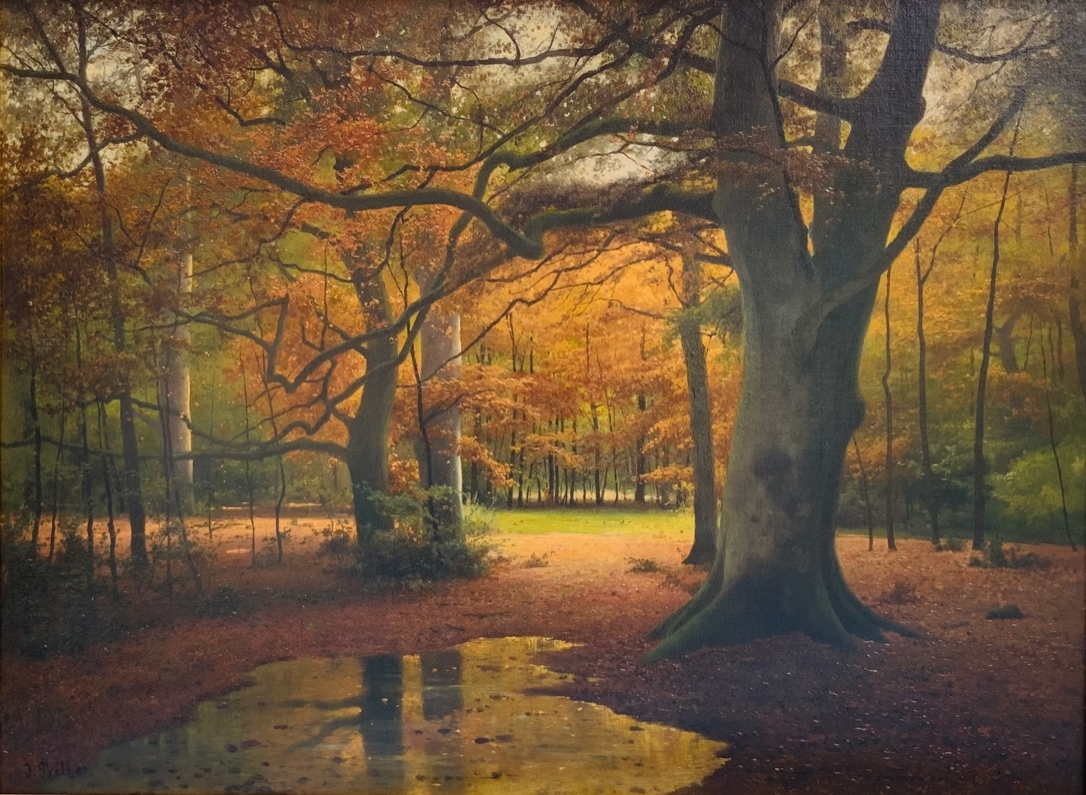
Julius Preller, „Buchenstück“, Öl auf Leinwand, um 1900.

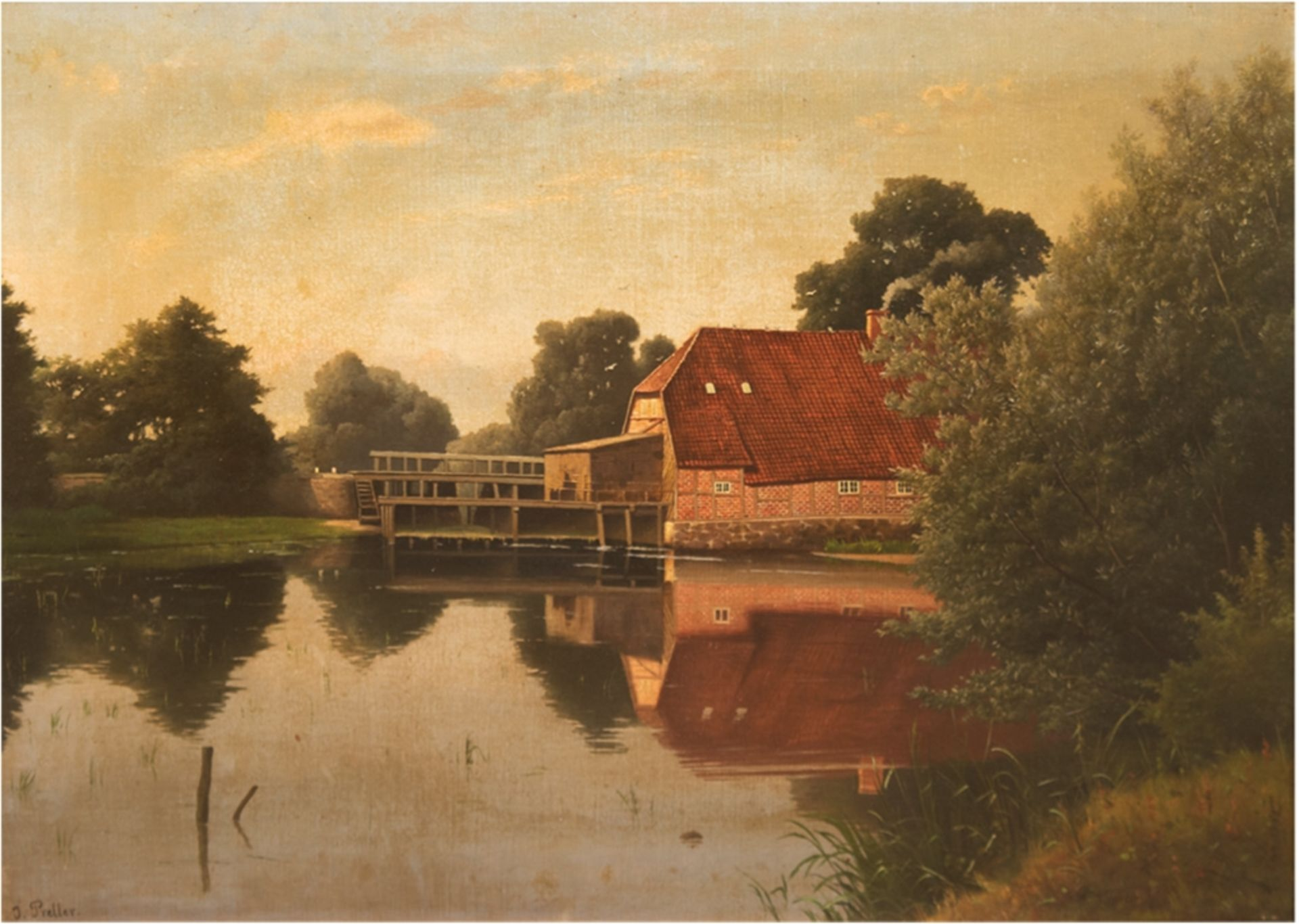
Julius Preller: Fürst Bismarck-Mühle im Sachsenwald, Ölgemälde (o. J.)

Karl August Julius Theodor Preller (* 20. Dezember 1834 in Offenbach am Main; † 17. Dezember 1914 in Varel) war ein deutscher Landschaftsmaler.

## Leben

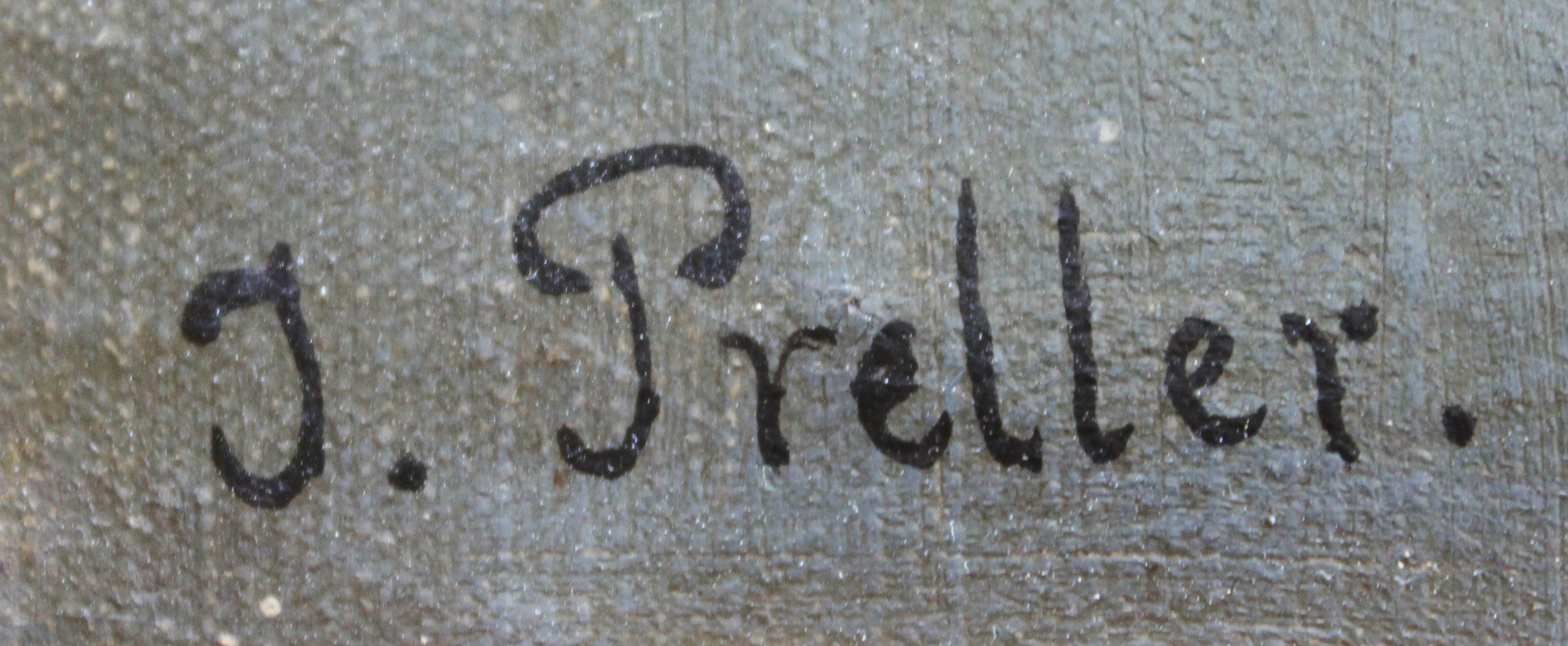
Signatur Julius Prellers auf einem um 1890 entstandenen Gemälde.

Julius Preller, ein Neffe des bekannten Weimarer Malers und Radierers Friedrich Preller d. Ä. (1804–1878), war der Sohn des in Weimar aufgewachsenen Buchhändlers und Druckereibesitzers Johann Gustav Carl Preller (1803–1877) und von dessen aus Darmstadt stammenden Ehefrau Agnes, geb. Leske, der Tochter des Buchhändlers und Verlegers Carl Wilhelm Leske. Weil Carl Preller zu den Unterstützern des revolutionären Dichters Georg Büchner gehörte, wurde er von den Zensurbehörden verfolgt und floh mit seiner Familie in die Schweiz. Nach Deutschland zurückgekehrt, besuchte Julius zunächst die Realschule und anschließend die Höhere Gewerbeschule in Darmstadt. Ursprünglich wollte er Maler werden, studierte aber, angeblich auf Wunsch seines Vaters, Maschinenbau, Wasser- und Straßenbau sowie Landschaftszeichnen an der Polytechnischen Schule in Karlsruhe, der Vorgängerin des heutigen Karlsruher Instituts für Technologie. Zu seinen dortigen Lehrern gehörten Ferdinand Redtenbacher, der Begründer des wissenschaftlichen Maschinenbaus, und die Maler Heinrich Meichelt und Carl Koopmann.
1857 trat Julius Preller als Ingenieur in das Eisenwerk Varel ein und wurde nach der Umwandlung der Firma in eine Aktiengesellschaft für Maschinenbau und Eisenindustrie am 1. März 1865 Direktor der Fabrik, die zu den größten Industriebetrieben im überwiegend agrarisch geprägten Großherzogtums Oldenburg zählte. Schon während seiner Tätigkeit als Fabrikdirektor widmete er einen Teil seiner Freizeit seiner Leidenschaft, der Malerei.
Nachdem er als Fünfzigjähriger 1884 seine Stellung beim Eisenwerk Varel aufgegeben hatte, wendete sich Preller ganz der Malerei zu. Das überlieferte Œuvre besteht, von ganz wenigen Ausnahmen abgesehen, durchweg aus Landschaftsbildern, überwiegend aus Ölgemälden, aber auch einer großen Anzahl von Handzeichnungen. Preller absolvierte kein reguläres Studium der Malerei, sondern erwarb seine künstlerischen Fähigkeiten hauptsächlich auf autodidaktischem Wege. Stilistisch zeigen viele seiner Werke den Einfluss seines Onkels Friedrich Preller d. Ä., dessen Kunstauffassung und Malweise der Neffe in seinen jungen Jahren bei sporadischen Aufenthalten in Weimar kennengelernt hatte. Während verschiedener Aufenthalte in Berlin verbesserte er später an der Kunstakademie seine Malkunst, die daher prägende Einflüsse der Berliner Akademie zeigt. Nachgewiesen sind Malstudien im Atelier des Landschaftsmalers Professor Eugen Bracht und zudem bei Professor Ernst Ewald, dem Direktor der Unterrichtsanstalt des Kunstgewerbemuseums Berlin.
Zahlreiche Motive fand der Künstler in der unmittelbaren Umgebung seines Wohnorts, vor allem im Vareler Wald, der damals zu den ausgedehntesten Waldgebieten in Nordwestdeutschland zählte. Auf dem zeitgenössischen Kunstmarkt waren die Bilder von der „Großen Allee“ bei Varel, vom „Mühlenteich“ bei dem Dorf Obenstrohe und von der Küste des Jadebusens bei dem Seebad Dangast besonders gefragt. Eine quantitativ und qualitativ herausragende Stellung im Schaffen Prellers nehmen die Gemälde und Handzeichnungen ein, die er in dem unweit von Varel in der Friesischen Wehde gelegenen Neuenburger Urwald schuf, der im 19. Jahrhundert zu einem beliebten Malrevier von Künstlern aus ganz Deutschland wurde, unter ihnen auch Friedrich Preller d. Ä., dessen Sohn Friedrich Preller d. J. und Franz Hoffmann-Fallersleben. Besonders hervorzuheben ist Julius Prellers aus fast 30 Werken bestehender Zyklus „Aus dem Neuenburger Urwald“,  von dem nur noch wenige Originalwerke erhalten sind. Trotz der großen Anzahl von Bildern mit heimischen Motiven war Julius Preller kein „Heimatmaler“ im engeren Sinne. Das zeigen seine zahlreiche Studienreisen, die er innerhalb Deutschlands und ins Ausland unternahm. Nachzuweisen sind  Reisen in die Lüneburger Heide, nach Ost-Holstein, in den Harz, nach Skandinavien (u. a. auf die dänische Insel Bornholm), an den Thunersee (Schweiz), nach Griechenland und in die Türkei. Bei einzelnen dieser Studienreisen wurde er von Künstlern, die er in Weimar oder Berlin kennengelernt hatte – darunter die Landschaftsmaler Edmund Kanoldt (1845–1904) und Paul Flickel (1852–1903) – sowie seiner wahrscheinlich einzigen Schülerin Olga Potthast von Minden (1869–1942) begleitet.
Preller verband den Bildtypus der idealen Landschaft mit objektivem Detailstudium und so spiegelte seine Auffassung von der Landschaft die Verbindung zwischen genauer Naturbeobachtung und poetischer Komposition, wie sie etwa von Wilhelm von Schadow gefordert wurde. Einzelne Gemälde und Zeichnungen von Julius Preller waren zu seinen Lebzeiten in zahlreichen Ausstellungen zu sehen, u. a. im Oldenburger Kunstverein (1897, 1898), in der Hamburger Kunsthalle (1891), in der Großen Berliner Kunstausstellung (1898, 1901) und aus Anlass der Feier des 100-jährigen Bestehens der Großherzoglichen Gemäldesammlung zu Oldenburg (1904). 1962 widmete ihm das Stadtmuseum Oldenburg eine größere Ausstellung, in der Zeichnungen mit Natur- und Landschaftsmotiven aus dem Oldenburger Land und aus dem Raum Wilhelmshaven gezeigt wurden. Die erste umfassende Ausstellung mit Ölgemälden und Handzeichnungen sowie mit Dokumenten zur Biografie Julius Prellers fand im Herbst 2022 im Heimatmuseum Varel statt.
Julius Prellers Wohnhaus am Marienlustgarten in Varel soll bis zu seinem Tod im Jahre 1914 Treffpunkt vieler Künstler gewesen sein. Preller gehörte jedoch selbst keiner Künstlervereinigung an. So war er weder Mitglied im einflussreichen „Oldenburger Künstlerbund“, noch findet man seinen Namen in den Künstlerkolonien in Worpswede oder Dötlingen, zwei Zentren der Landschaftsmalerei in der Region, in der der Vareler Maler lebte. Abgesehen von der Freundschaft mit seiner Schülerin Olga Potthast von Minden, sind persönliche Kontakte zu Künstlern des Oldenburger Landes, mit einer Ausnahme, nicht bekannt. Die Ausnahme ist der Oldenburger Hofmaler Heinrich Schilking, mit dem Preller nachweislich in Verbindung stand.
Preller machte sich nicht nur als Landschaftsmaler einen Namen, sondern gehörte in Varel zu den tonangebenden Akteuren bürgerlicher Kultur. Großes Ansehen erwarb er sich als Vorsitzender des weit über die Stadt hinaus bekannten Vareler Singvereins, für dessen Aufführungen barocker, klassischer und romantischer Chormusik er Bühnendekorationen schuf. In dieser Zeit arbeitete er mit dem Komponisten, Dirigenten und Hofkapellmeister Albert Dietrich zusammen, der in den 1880er Jahren neben seinen zahlreichen Tätigkeiten in der Residenzstadt Oldenburg auch musikalischer Leiter des Vareler Singvereins war. Auch im  ebenfalls von Angehörigen des Vareler Bildungs- und Wirtschaftsbürgertums getragenen „Theater-Verein“ wirkte Preller als Bühnenbildner und als Schauspieler maßgeblich mit, wobei er mehrmals in Hauptrollen zu sehen war. Von Zeit zu Zeit verfasste Julius Preller Beiträge für Fachzeitschriften, in denen er praktische Fragen aus seiner beruflichen und künstlerischen Tätigkeit thematisierte.  Auch einige Erfindungen, die Preller sich patentieren ließ, sind überliefert.

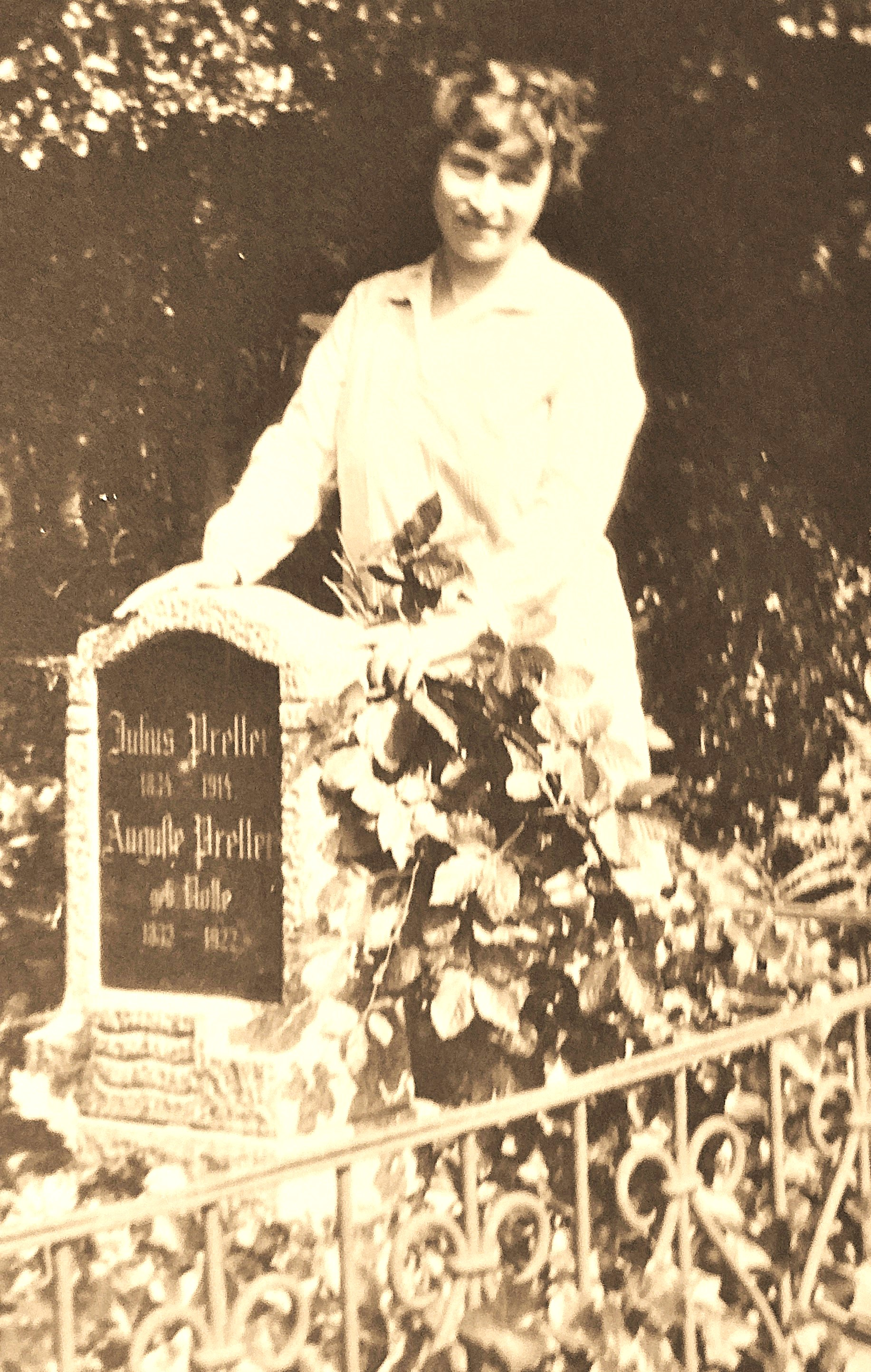
Grab von Auguste und Julius Preller auf dem Neuenburger Friedhof, mit Enkelin Else.

Julius Preller heiratete im Dezember 1858 in Hamburg-Eppendorf die 1832 in Hamburg-Rotherbaum geborene Auguste Elisabeth Nolte, zu deren Familie der Dichter Theodor Storm während seiner Studienzeit Kontakt hatte. Nachdem Karl Storm (1853–1899), der jüngste Sohn des Dichters, 1878 nach Varel gezogen war, wo er bis zu seinem Tod als Musiklehrer wirkte, erneuerte sich der Kontakt zwischen Theodor Storm und der Familie Preller. Als der Vater im Sommer 1878 seinen Sohn in Varel besuchte, kam es zu einer persönlichen Begegnung mit Auguste und Julius Preller. Für die Tochter des Ehepaars Preller schrieb Theodor Storm während seines Aufenthalts in Varel das kurze Gedicht An Agnes Preller. Folge des Besuchs war eine jahrelange freundschaftliche Verbindung der Familien Preller und Storm. Von 1898 bis 1924 lebte Gertrud Storm (1865–1936), die jüngste Tochter aus der ersten Ehe des Dichters und seine Nachlassverwalterin, in Varel. Auch sie unterhielt enge Beziehungen zu Julius Prellers Familie.
Julius Preller war entfernt verwandt mit dem Landschaftsmaler und Illustrator Louis Preller (1822–1901), der von 1855 bis 1864 in Varel lebte.

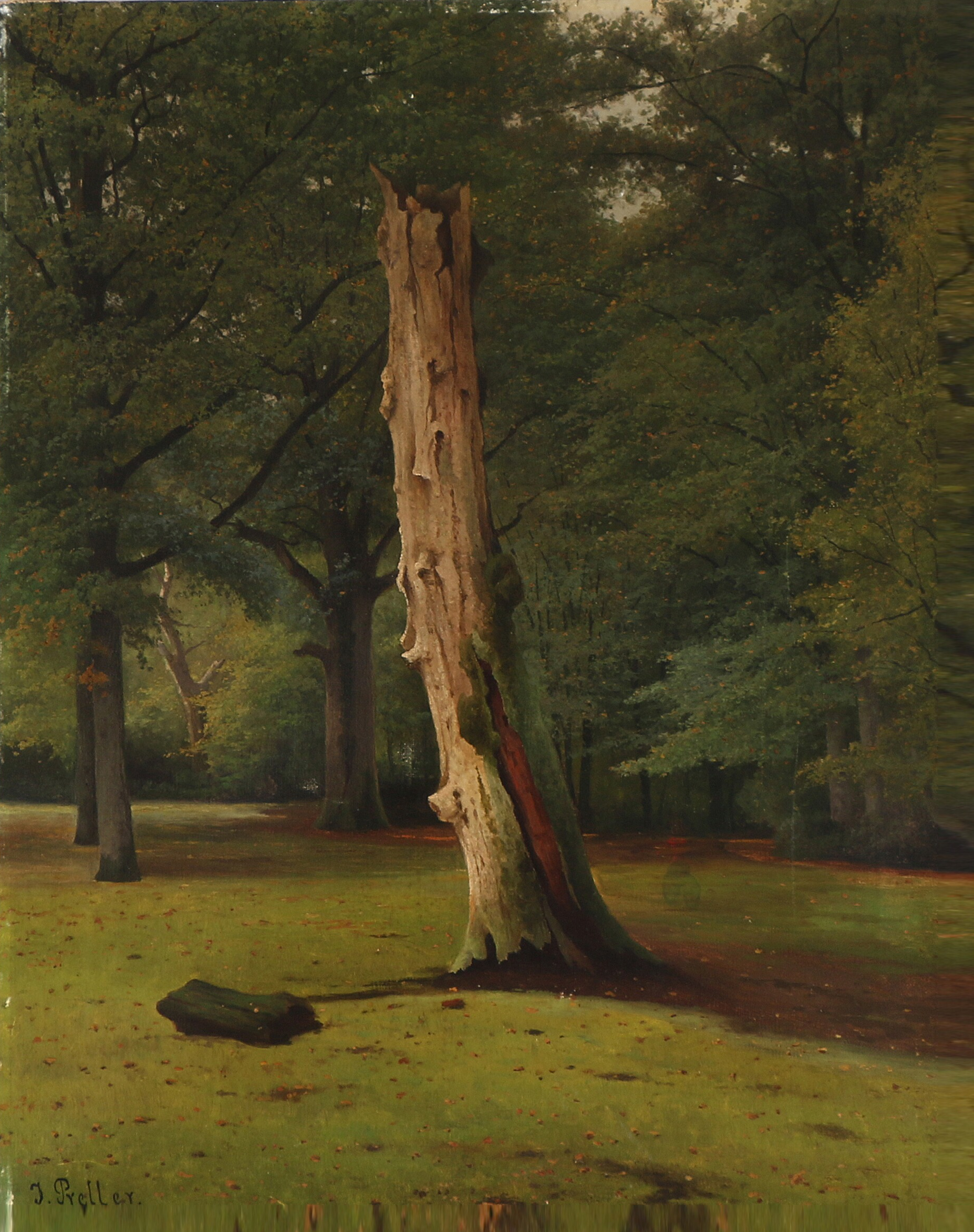
Totholzstamm im Wald. Gemälde von Julius Preller.

Von Julius Preller stammen u. a. mehrere um 1860 entstandene historische Bilder der regionalen Landschaft vor dem Bau Wilhelmshavens sowie der Burganlage Kniphausen. Zahlreiche Motive fand er auch in dem unweit von Varel in der Friesischen Wehde gelegenen Neuenburger Urwald, für dessen Erhalt sich Preller als Pionier des Naturschutzes einsetzte. 1898 forderte er dazu auf, Totholzstämme nicht zu entfernen, um den Urwaldcharakter nicht zu gefährden. – Auf seinen Wunsch hin wurde Julius Preller im Dezember 1914 auf dem Neuenburger Friedhof begraben. Die Grabstätte wurde 1980 entfernt.

## Werke (Auswahl)

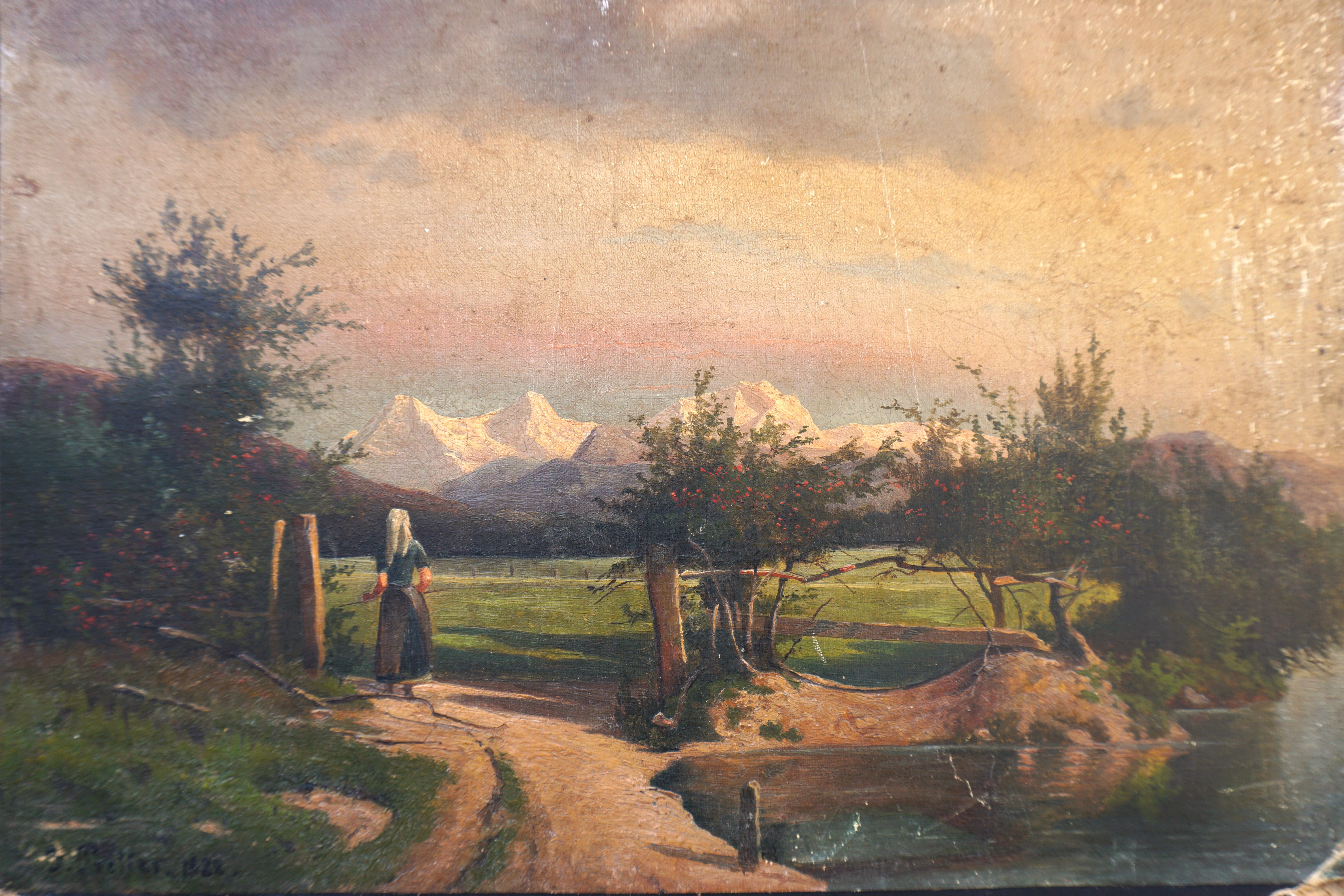
Julius Preller: Ländliche Szene in den Berner Alpen, Ölgemälde, entstanden 1888

- Julius Preller, 'Falstaff', Gemälde von 1884  aus dem Zyklus „Aus dem Neuenburger 'Urwald“ (Reproduktion auf einer zeitgenössischen Ansichtspostkarte)Julius Preller: Ländliche Szene in den Berner Alpen, Ölgemälde, entstanden 1888Winterliche Landschaft bei Varel (1859)

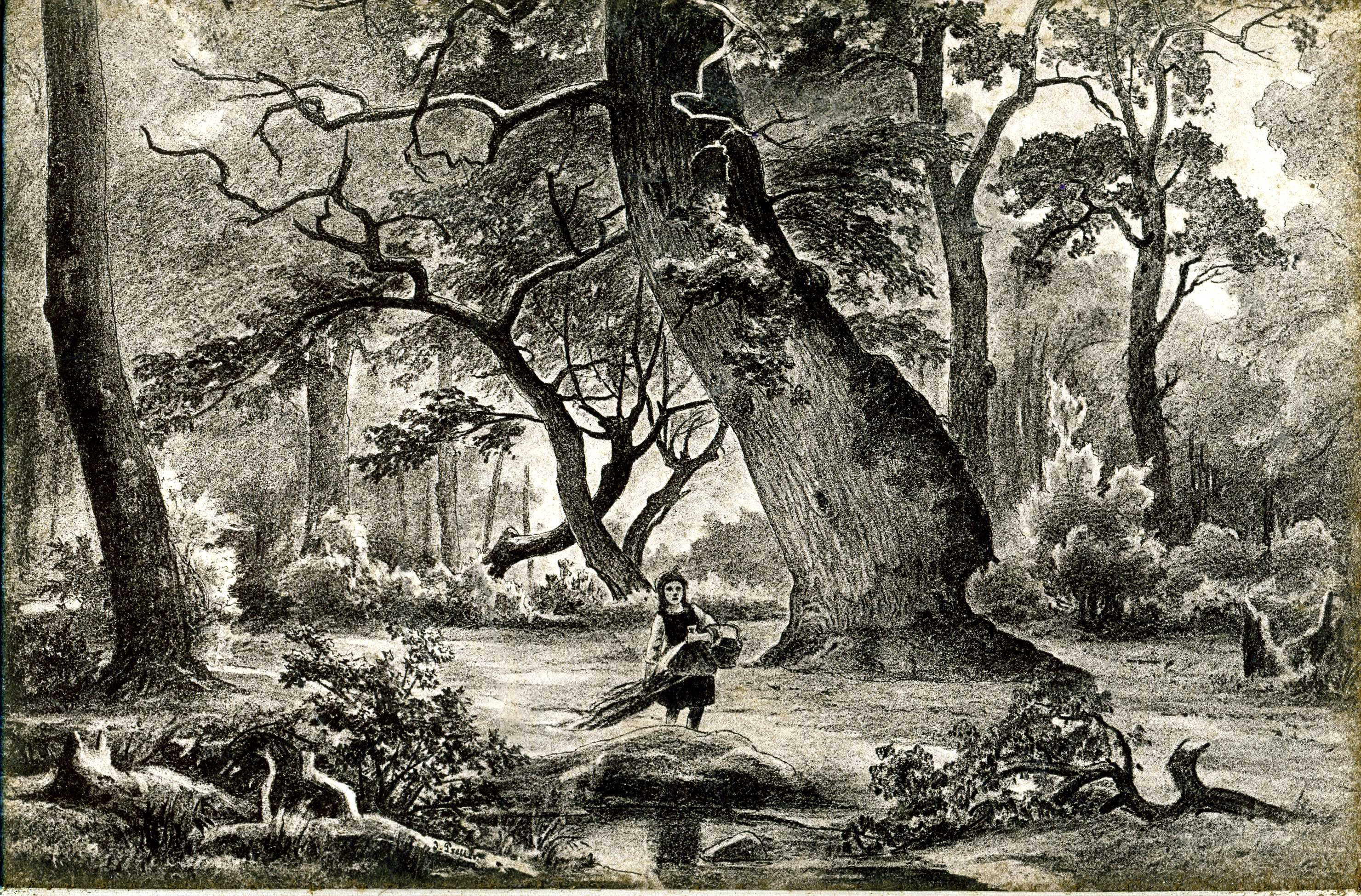
Julius Preller, 'Falstaff', Gemälde von 1884 aus dem Zyklus „Aus dem Neuenburger 'Urwald“ (Reproduktion auf einer zeitgenössischen Ansichtspostkarte)

- Mühlenteich bei Varel mit Ruderboot und Staffagefiguren (1878)
- Varel bei Mondschein (1880)
- Buchenallee bei Varel
- Blick vom Jadebusen auf Dangast (1887)
- Küstenlandschaft mit Kahn bei Dangast
- Buchenallee im Vareler Wald (um 1895)
- Maler im Neuenburger Urwald (1865)
- Aus dem Neuenburger Urwald (Zyklus, bestehend aus ca. 25 Gemälden, 1884/1885)
- Ruinen aus dem Neuenburger Urwald (um 1900)
- Die Wolfsschlucht im Neuenburger Urwald bei Rauhfrost (1897)
- Absterbender Baumriese im Neuenburger Urwald (1903)
- Buchenstück (im Neuenburger Urwald)
- Großherzogliche Jagdhütte (im Neuenburger Urwald)
- Inneres eines friesischen Bauernhauses (1905)
- Totholzstamm im Wald
- Die alte Linde bei Dreibergen
- Blick auf das Zwischenahner Meer und Zwischenahn
- Gutshof Burg Kniphausen
- Weg im Moor (1907)
- Siesta – Landschaft mit Mutterschaf und Lämmern
- Bäuerin beim Heuwenden
- Fürst Bismarck-Mühle im Sachsenwald
- Ilsefälle im Harz
- Am Wildgatter – Landschaft im Harz
- Abend in Blankenburg (1869)
- Dorf Vockerode bei Dessau (1862, nach Wilhelm Streckfuß)
- Sommerabend im Charlottenburger Schlosspark (um 1900)
- Eichen auf Rügen
- Junger Fischer von Bornholm (1897)
- Brandung (an der schwedischen Küste)
- Am Thunersee (1885)
- Kirche in Scherzligen bei Thun (1887)
- Ländliche Szene mit Blick auf das Doldenhorn in den Berner Alpen
- Ansicht des Wetterhorns mit dem Rosenlauigletscher bei Grindelwald
- Südliche Landschaft (1882)
- Porträt der Tochter Agnes (um 1870)
- Odysseus-Zyklus (16 Bilder nach Motiven von Friedrich Preller d. Ä., 1894)